# كلودومير الأول
قُلدُمير أو كْلودومير، وتنطق أيضا شلودومير (ق. 495 - 524) كان الثاني من أبناء كُلْفِيس الأول الأربعة، ملك الفرنجة. عند وفاة والده، سنة 511، قام بتقسيم مملكة الفرنجة مع إخوته الثلاثة: ثيودُرك، شِلدبرط الأول، وقلطير الأول. على الرغم من أن ثيودِرِك الأكبر كان أحق بالملك، إلا أن قُلدُمير قام بتقسيم المملكة مع أخويه الآخرين. كانت هذه مملكة أُرليان، مأخوذة من مملكة سياغريوس السابقة.